# Claudio Caniggia
Claudio Paul Caniggia (Henderson, Buenos Aires, 9 de enero de 1967) es un exfutbolista argentino que jugaba como delantero. Es conocido por su carrera en Europa y la selección argentina, apodado mundialmente como el Hijo del Viento por su velocidad en el campo de juego.
Con la albiceleste fue subcampeón del mundo en Italia 1990, convirtiendo dos recordados goles: ante Brasil en octavos de final, y ante Italia en semifinales. Además, ganó con su selección la Copa América 1991, la Copa FIFA Confederaciones 1992 y la Copa de Campeones Conmebol-UEFA 1993. En estos tres campeonatos, formó una efectiva delantera con Gabriel Batistuta, la famosa dupla «Cani y Bati», dado que se entendían de maravillas dentro del campo de juego.
Ha sido internacional con la selección Argentina en un periodo comprendido entre 1987 y 2002. En ese lapso jugó 49 partidos oficiales y marcó 16 goles, lo que representa un promedio de 0,35 anotaciones por encuentro.

## Trayectoria

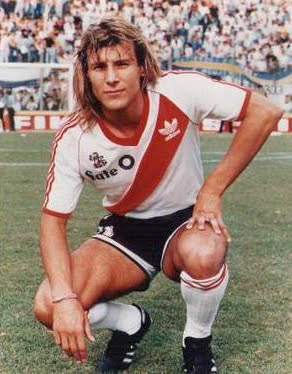
Caniggia durante sus primeros años en River Plate.

Caniggia jugó en River Plate (1985-1988), Hellas Verona (1988-1989), Atalanta (1989-1992 y 1999-2000), Roma (1992-1994), Sport Lisboa e Benfica (1994-1995), Boca Juniors (1995-1998), Dundee Football Club (2000-2001) y Rangers Football Club (2001-2003).
A Boca Juniors, (procedente del Benfica de Portugal) llegó en 1995. Con Silvio Marzolini como entrenador no alcanzó su verdadero nivel, pero recuperó sus alas durante el ciclo de Carlos Salvador Bilardo; ese torneo voló alto contra River Plate: en una goleada de 4 a 1 en la Bombonera, el Pájaro Caniggia marcó tres goles. Tras dos temporadas sin jugar, regresa a Boca Juniors en 1997 junto con Diego Maradona, quien se retiraría del fútbol profesional el 30 de octubre de ese año, En el segundo semestre de 1998 llegó Carlos Bianchi a la dirección técnica de Boca Juniors, avisando que no lo tendría en cuenta en el equipo, su puesto fue ocupado por Guillermo Barros Schelotto y decidió emigrar al Atalanta de Italia. En 2004 se fue a jugar al fútbol catarí, en el Qatar SC, club donde se retiró profesionalmente en ese mismo año.
En 2012 vuelve al fútbol profesional a la edad de 45 años, contratado por el Wembley FC de la novena división de Inglaterra con el objetivo de participar en la histórica Football Association Challenge Cup, en total disputó 2 partidos y marcó un gol.

## Selección nacional
Caniggia jugó con la selección nacional de Argentina, en los que marcó 16 goles. Participó en la Copa Mundial de 1990, en la de 1994 y en la de 2002. A su vez, jugó con la albiceleste las Copas América de 1987, 1989 y 1991 (logrando el título en el '91), también disputó la Copa Confederaciones 1992 (campeón) y la Copa de Campeones Conmebol-UEFA 1993, donde también logró alzarse con el trofeo mayor.
- Copa Mundial de 1990: su debut mundialista en la selección argentina de 1990 se produjo contra la selección de Camerún, entrando en el segundo tiempo. Con el ingreso de Caniggia, la selección argentina levantó su nivel a base de su potencia y velocidad, buscando el empate en varias ocasiones, y el Pájaro hizo expulsar a dos cameruneses por abusar en el juego brusco. Con el correr de los partidos, Argentina fue mejorando su nivel y pudo pasar a octavos de final. Allí, la selección de Brasil dominó gran parte del partido frente al equipo argentino, pero a los 82 minutos, gracias a un pase mágico de Diego Maradona (con caño incluido a un brasileño) y a una brillante definición de Caniggia, que hizo una diagonal llevándose al arquero Taffarel a la rastra, siguieron en carrera. En cuartos de final, los penales y las manos de Sergio Goycochea permitieron superar a Yugoslavia. Parecía que en semifinales se terminaba la historia al enfrentar a la invicta anfitriona Italia. Pero otro gol de Claudio Caniggia y los penales atajados de Sergio Goycochea los pusieron en la final. En ese partido, Caniggia recibió la tarjeta amarilla que le impediría jugar el partido final contra Alemania por acumulación de amonestaciones. Ya en la final, la falta del «Pájaro» en la delantera se hizo sentir: el equipo perdió buena parte de sus posibilidades ofensivas, no logró anotar goles, y los alemanes ganaron finalmente gracias a un penal discutido.

- Copa Mundial de 1994: después de una larga suspensión por dopaje, Claudio Caniggia, vuelve a la selección argentina un mes antes de comenzar el mundial de EE. UU. 1994. Cani logra jugar el mundial en un gran nivel, convirtiendo dos goles contra Nigeria, uno de ellos el 1500 en los mundiales. Su participación concluiría contra la selección de Bulgaria, salió lesionado a los 26 minutos del primer tiempo.[13]

El siguiente entrenador de Argentina, Daniel Passarella, no lo convocó durante la gran mayoría del proceso, perdiéndose así la posibilidad de disputar la Copa Mundial de 1998.
- Copa Mundial de 2002: tuvo una breve reaparición al jugar con la Selección Argentina del 2002 convocado por Marcelo Bielsa aunque no jugó ningún partido y fue expulsado del banco de suplentes en el partido que decidía las clasificaciones del grupo, ante Suecia.[1][15]

### Participaciones en Copas del Mundo
| Mundial              | Sede                  | Resultado        | Partidos | Goles |
| -------------------- | --------------------- | ---------------- | -------- | ----- |
| Copa Mundial de 1990 | Italia                | Subcampeón       | 6        | 2     |
| Copa Mundial de 1994 | Estados Unidos        | Octavos de final | 3        | 2     |
| Copa Mundial de 2002 | Corea del Sur y Japón | Primera fase     | 0        | 0     |

### Participaciones en Copas Confederaciones
| Copa                      | Sede           | Resultado | Partidos | Goles |
| ------------------------- | -------------- | --------- | -------- | ----- |
| Copa Confederaciones 1992 | Arabia Saudita | Campeón   | 2        | 1     |

### Participaciones en Copas América
| Copa              | Sede      | Resultado     | Partidos | Goles |
| ----------------- | --------- | ------------- | -------- | ----- |
| Copa América 1987 | Argentina | Cuarto puesto | 4        | 2     |
| Copa América 1989 | Brasil    | Tercer puesto | 5        | 2     |
| Copa América 1991 | Chile     | Campeón       | 5        | 2     |

### Participaciones en Eliminatorias
| Eliminatorias     | Resultado   | Partidos | Goles |
| ----------------- | ----------- | -------- | ----- |
| Eliminatoria 1998 | Clasificado | 3        | 0     |

### Participaciones en Juegos Suramericanos
| Copa                         | Sede  | Resultado | PJ | GR |
| ---------------------------- | ----- | --------- | -- | -- |
| Juegos Suramericanos de 1986 | Chile | Campeón   | 3  | 1  |

## Estadísticas

### En clubes
| Club | Div.                | Temporada           | Liga  | Liga  | Copas nacionales(1) | Copas nacionales(1) | Torneos internacionales(2) | Torneos internacionales(2) | Otras competiciones(3) | Otras competiciones(3) | Total | Total | Media goleadora(4) |
| Club | Div.                | Temporada           | Part. | Goles | Part.               | Goles               | Part.                      | Goles                      | Part.                  | Goles                  | Part. | Goles | Media goleadora(4) |
| --- | ------------------- | ------------------- | ----- | ----- | ------------------- | ------------------- | -------------------------- | -------------------------- | ---------------------- | ---------------------- | ----- | ----- | ------------------ |
| River Plate Argentina | 1.ª                 |                     |       |       |                     |                     |                            |                            |                        |                        |       |       |                    |
| River Plate Argentina | 1.ª                 | 1985-86             | 1     | 0     | —                   | —                   | —                          | —                          | —                      | —                      | 1     | 0     | 0,00               |
| River Plate Argentina | 1.ª                 | 1986-87             | 24    | 3     | —                   | —                   | 2                          | 0                          | —                      | —                      | 26    | 3     | 0,11               |
| River Plate Argentina | 1.ª                 | 1987-88             | 28    | 5     | —                   | —                   | 2                          | 0                          | —                      | —                      | 30    | 5     | 0,15               |
| River Plate Argentina | Total club          | Total club          | 53    | 8     | 0                   | 0                   | 4                          | 0                          | 0                      | 0                      | 57    | 8     | 0,13               |
| Hellas Verona · Italia | 1.ª                 | 1988-89             | 21    | 3     | 9                   | 4                   | —                          | —                          | —                      | —                      | 30    | 7     | 0.23               |
| Atalanta BC · Italia | 1.ª                 | 1989-90             | 31    | 8     | 3                   | 2                   | 2                          | 0                          | —                      | —                      | 36    | 10    | 0,28               |
| Atalanta BC · Italia | 1.ª                 | 1990-91             | 23    | 10    | 1                   | 0                   | 5                          | 0                          | —                      | —                      | 29    | 10    | 0.34               |
| Atalanta BC · Italia | 1.ª                 | 1991-92             | 31    | 8     | 4                   | 1                   | —                          | —                          | —                      | —                      | 35    | 9     | 0.26               |
| Atalanta BC · Italia | Total 1.ª etapa     | Total 1.ª etapa     | 85    | 26    | 8                   | 3                   | 7                          | 0                          | 0                      | 0                      | 100   | 29    | 0.29               |
| AS Roma · Italia | 1.ª                 | 1992-93             | 15    | 4     | 6                   | 2                   | 4                          | 3                          | —                      | —                      | 25    | 9     | 0.36               |
| Suspendido entre 1993 y 1994. |                     |                     |       |       |                     |                     |                            |                            |                        |                        |       |       |                    |
| SL Benfica Portugal | 1.ª                 | 1994-95             | 24    | 8     | 3                   | 5                   | 7                          | 3                          | —                      | —                      | 34    | 16    | 0,47               |
| Boca Juniors Argentina | 1.ª                 | 1995-96             | 29    | 12    | —                   | —                   | 1                          | 0                          | —                      | —                      | 30    | 12    | 0,40               |
| Inactivo entre 1996 y 1997. |                     |                     |       |       |                     |                     |                            |                            |                        |                        |       |       |                    |
| Boca Juniors Argentina | 1.ª                 | 1997-98             | 22    | 5     | —                   | —                   | 4                          | 0                          | —                      | —                      | 26    | 5     | 0,19               |
| Boca Juniors Argentina | Total club          | Total club          | 51    | 17    | 0                   | 0                   | 5                          | 0                          | 0                      | 0                      | 56    | 17    | 0,30               |
| Inactivo entre 1998 y 1999. |                     |                     |       |       |                     |                     |                            |                            |                        |                        |       |       |                    |
| Atalanta BC · Italia | 2.ª                 | 1999-00             | 17    | 1     | 3                   | 1                   | —                          | —                          | —                      | —                      | 20    | 2     | 0.10               |
| Atalanta BC · Italia | Total club          | Total club          | 102   | 27    | 11                  | 4                   | 7                          | 0                          | 0                      | 0                      | 120   | 31    | 0.26               |
| Dundee FC Escocia | 1.ª                 | 2000-01             | 20    | 7     | 4                   | 1                   | —                          | —                          | 1                      | 0                      | 25    | 8     | 0.32               |
| Glasgow Rangers Escocia | 1.ª                 | 2001-02             | 23    | 5     | 7                   | 3                   | 11                         | 2                          | 1                      | 0                      | 42    | 10    | 0.24               |
| Glasgow Rangers Escocia | 1.ª                 | 2002-03             | 22    | 6     | 8                   | 4                   | 2                          | 0                          | 4                      | 2                      | 36    | 12    | 0.33               |
| Glasgow Rangers Escocia | Total club          | Total club          | 45    | 11    | 15                  | 6                   | 13                         | 2                          | 5                      | 2                      | 78    | 21    | 0.27               |
| Qatar SC Catar | 1.ª                 | 2003-04             | 15    | 5     | +3                  | 6                   | +1                         | 1                          | —                      | —                      | +19   | 12    |                    |
| Retirado de la práctica del fútbol entre 2004 y 2012. |                     |                     |       |       |                     |                     |                            |                            |                        |                        |       |       |                    |
| Wembley FC Inglaterra | 9.ª                 | 2012                | —     | —     | 2                   | 1                   | —                          | —                          | —                      | —                      | 2     | 1     | 0,50               |
| Total en su carrera | Total en su carrera | Total en su carrera | 346   | 90    | 53+                 | 29                  | 47+                        | 9                          | 6                      | 2                      | 447   | 130   |                    |
| (1) Incluye datos de los play-off de la Scottish Premiership (2000-03). (2) Las copas nacionales se refiere a la Copa Italia (1988-00); Copa de Portugal (1994-95); Copa de Escocia (2000-03); Copa de la Liga de Escocia (2001-03) y FA Cup (2012). (3) Las copas internacionales se refiere a la Copa Libertadores de América (1987); Copa Interamericana (1987); Copa de la UEFA (1989-03); Liga de Campeones de la UEFA (1994-02) y Supercopa Sudamericana (1995-97). (4) Media de goles por encuentro. No incluye goles en partidos amistosos. |                     |                     |       |       |                     |                     |                            |                            |                        |                        |       |       |                    |

### Selección
| Selección          | Temporada     | Amistosos | Amistosos | Sudamérica | Sudamérica | Mundial | Mundial | Total | Total | Media goleadora |
| Selección          | Temporada     | Part.     | Goles     | Part.      | Goles      | Part.   | Goles   | Part. | Goles | Media goleadora |
| ------------------ | ------------- | --------- | --------- | ---------- | ---------- | ------- | ------- | ----- | ----- | --------------- |
| Sub-19 Argentina   | 1986          | —         | —         | 4          | 0          | —       | —       | 4     | 0     | 0,00            |
| Sub-23 Argentina   | 1987          | —         | —         | 4          | 1          | —       | —       | 4     | 1     | 0.25            |
| Absoluta Argentina | 1987          | 2         | 0         | 4          | 2          | —       | —       | 6     | 2     | 0.33            |
| Absoluta Argentina | 1988          | 3         | 1         | —          | —          | —       | —       | 3     | 1     | 0.33            |
| Absoluta Argentina | 1989          | 1         | 0         | 6          | 2          | —       | —       | 7     | 2     | 0.29            |
| Absoluta Argentina | 1990          | 4         | 1         | —          | —          | 6       | 2       | 10    | 3     | 0,30            |
| Absoluta Argentina | 1991          | 1         | 1         | 5          | 2          | —       | —       | 6     | 3     | 0,50            |
| Absoluta Argentina | 1992          | 3         | 0         | —          | —          | 2       | 1       | 5     | 1     | 0.2             |
| Absoluta Argentina | 1993          | 1         | 0         | —          | —          | 1       | 1       | 2     | 1     | 0,50            |
| Absoluta Argentina | 1994          | 3         | 1         | —          | —          | 3       | 2       | 6     | 3     | 0,50            |
| Absoluta Argentina | 1995          | —         | —         | —          | —          | —       | —       | 0     | 0     | 0,00            |
| Absoluta Argentina | 1996          | —         | —         | 3          | 0          | —       | —       | 3     | 0     | 0,00            |
| Absoluta Argentina | 1997          | —         | —         | —          | —          | —       | —       | 0     | 0     | 0,00            |
| Absoluta Argentina | 1998          | —         | —         | —          | —          | —       | —       | 0     | 0     | 0,00            |
| Absoluta Argentina | 1999          | —         | —         | —          | —          | —       | —       | 0     | 0     | 0,00            |
| Absoluta Argentina | 2000          | —         | —         | —          | —          | —       | —       | 0     | 0     | 0,00            |
| Absoluta Argentina | 2001          | —         | —         | —          | —          | —       | —       | 0     | 0     | 0,00            |
| Absoluta Argentina | 2002          | 2         | 0         | —          | —          | 0       | 0       | 2     | 0     | 0,00            |
| Absoluta Argentina | Total         | 21        | 4         | 18         | 6          | 12      | 6       | 51    | 16    | 0.31            |
| Total carrera      | Total carrera | 21        | 4         | 26         | 7          | 12      | 6       | 59    | 17    | 0.29            |
| 1. 2.              |               |           |           |            |            |         |         |       |       |                 |

## Palmarés

### Campeonatos nacionales
| Título                     | Club            | Sede         | Año     |
| -------------------------- | --------------- | ------------ | ------- |
| Primera División           | River Plate     | Buenos Aires | 1985/86 |
| Copa de la Liga            | Glasgow Rangers | Glasgow      | 2001/02 |
| Copa de Escocia            | Glasgow Rangers | Glasgow      | 2001/02 |
| Premier League             | Glasgow Rangers | Glasgow      | 2002/03 |
| Copa de la Liga            | Glasgow Rangers | Glasgow      | 2002/03 |
| Copa de Escocia            | Glasgow Rangers | Glasgow      | 2002/03 |
| Copa Príncipe de la Corona | Qatar SC        | Doha         | 2004    |

### Campeonatos internacionales
| Título                          | Equipo           | Sede           | Año  |
| ------------------------------- | ---------------- | -------------- | ---- |
| Juegos Suramericanos            | Argentina Sub-19 | Santiago       | 1986 |
| Copa Interamericana             | River Plate      | Buenos Aires   | 1987 |
| Copa América                    | Argentina        | Santiago       | 1991 |
| Copa FIFA Confederaciones       | Argentina        | Arabia Saudita | 1992 |
| Copa de Campeones Conmebol-UEFA | Argentina        | Mar del Plata  | 1993 |

## Vida personal
Estaba casado con Mariana Nannis, con quien tiene tres hijos: Axel Kevin Caniggia, pintor hiperrealista, nacido el 23 de diciembre de 1991, Alex Caniggia y Charlotte Caniggia, mellizos nacidos el 15 de febrero de 1993, protagonistas del reality show Caniggia libre, producido por MTV (Latinoamérica) en el cual aparece el futbolista en la primera temporada.